# Dave Chappelle

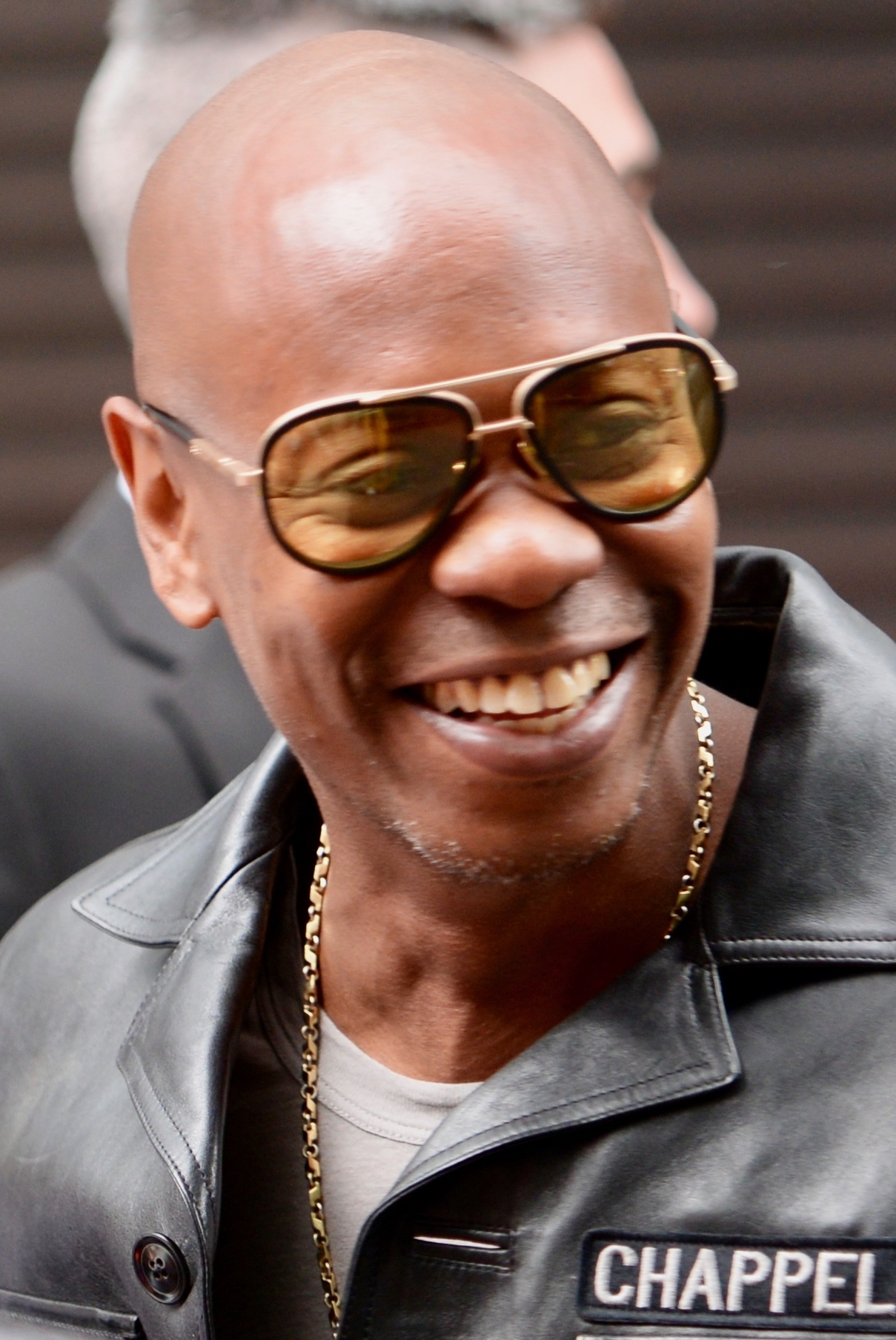
Dave Chappelle (2018)

David „Dave“ Khari Webber Chappelle (* 24. August 1973 in Washington, D.C.) ist ein US-amerikanischer Comedian und Schauspieler.

## Leben
Dave Chappelle belegte die Fächer Schauspiel und kreatives Schreiben an der Duke Ellington School of the Arts in Amerika und trat schon als Teenager in Comedy Clubs in Washington, D.C. und im New Yorker Stadtteil Harlem auf. 1992 wurde Whoopi Goldberg auf ihn aufmerksam, und er durfte in Comic Relief VI auftreten, was für ihn eine sehr große Ehre war. Chappelle machte in den 1990er-Jahren als Entertainer und mit verschiedenen Rollen in Hollywoodproduktionen Karriere. Seine seit 2003 produzierte Chappelle’s Show wurde ein großer auch internationaler Erfolg. In Deutschland wurde die Show auf Comedy Central und MTV gezeigt. Thema der satirischen Sketche sind häufig die in den USA verbreiteten Rassenklischees und -konflikte, die dabei bedingt durch Chappelles eigene Herkunft aus dem Blickwinkel der Afroamerikaner betrachtet werden, jedoch mit einem hohen Grad an Selbstironie. Chappelle benutzt bei seinen Auftritten gern verschiedenste Akzente. Er gilt seit 20 Jahren als einer der besten Stand-up-Comedians in den USA.
Im Jahr 2005 machte Dave Chappelle weltweit Schlagzeilen durch seinen Ausstieg aus einem 50-Millionen-Dollar-Vertrag mit Comedy Central während der Dreharbeiten der dritten Staffel. Er flüchtete nach Südafrika, weil er unglücklich über die Richtung war, die die Show genommen hatte. Es folgten Gerüchte, dass er stark drogensüchtig sei und einige Zeit in einer psychiatrischen Einrichtung verbracht habe. Diese erwiesen sich als falsch. Im Februar 2006 wurde Chappelle von der amerikanischen Talkmasterin Oprah Winfrey interviewt. Dabei sagte er zu seinem Ausstieg aus der Show: „Ich hatte irgendwann kein gutes Gefühl mehr bei der Arbeit, anders als früher. Ich kam mir vor, als würde ich mich prostituieren. […] Das Schwierigste ist, sich treu zu bleiben, besonders wenn alle dabei zusehen.“ Am 19. Februar 2007 trat Chappelle bei einem Konzert von Prince als Gast auf. 2017 kehrte er zur Stand-up-Comedy zurück und nahm vier neue jeweils einstündige Specials für Netflix auf.

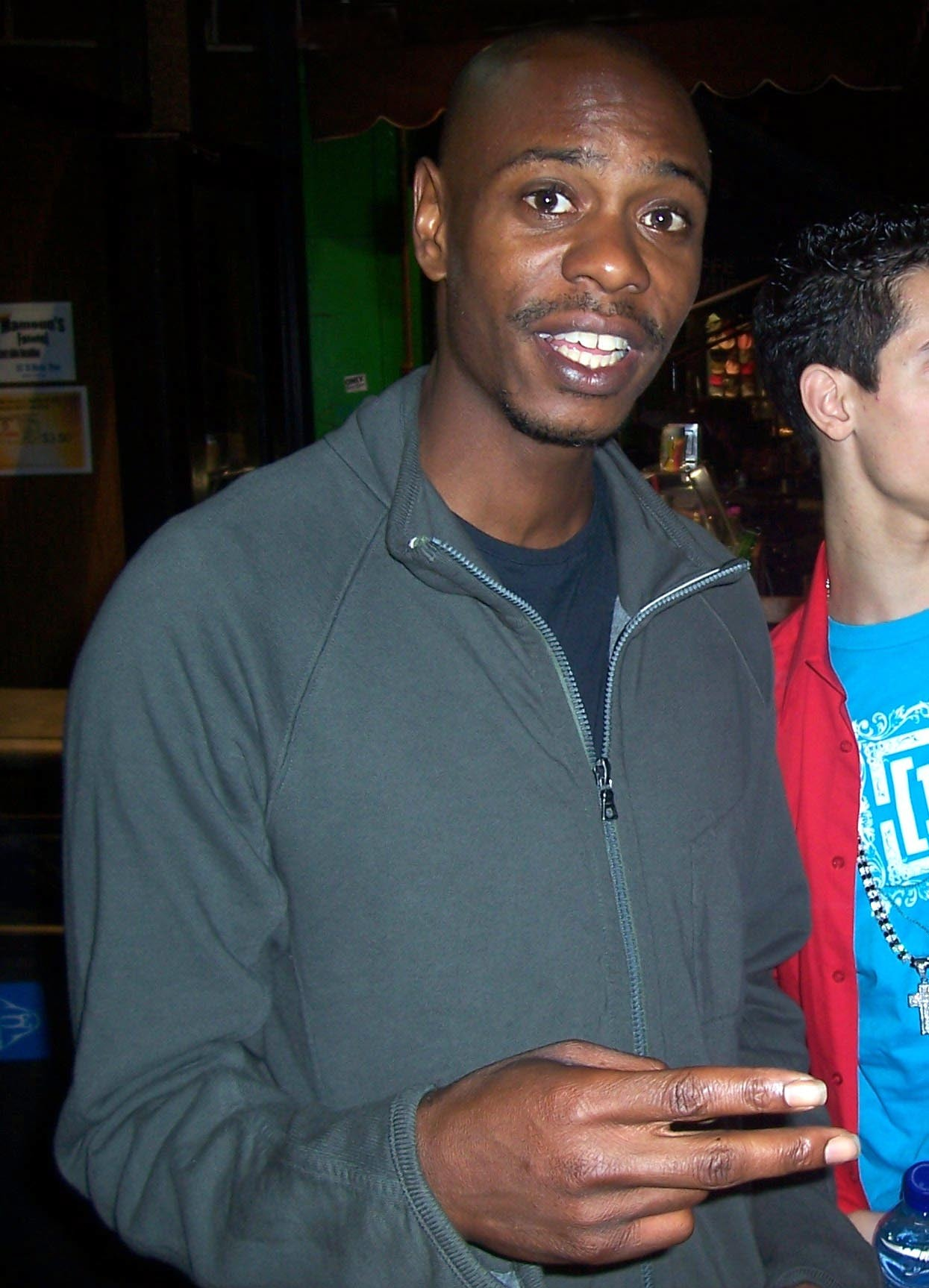
Dave Chappelle (2007)

Für sein Comedy-Album The Age of Spin & Deep in the Heart of Texas wurde er 2018 mit einem Grammy Award ausgezeichnet. Ein Jahr später erhielt Equanimity & the Bird Revelation einen weiteren Grammy. Ende Januar 2020 wurde er für Sticks & Stones zum dritten Mal in Folge mit dem Grammy Award für das beste Comedy-Album ausgezeichnet.
2018 wurde er in die Academy of Motion Picture Arts and Sciences aufgenommen, die jährlich die Oscars vergibt. Für 2019 wurde Chappelle der Mark-Twain-Preis zuerkannt.
In seinem Auftritt „The Closer“, der Teil des Angebots von Netflix ist,  setzte Chapelle im Jahr 2021 Transidentität mit Blackfacing gleich und machte sich über Transpersonen lustig. Er sei im „Team TERF“ und glaube daran, dass das soziale „Geschlecht eine Tatsache“ sei. Er verglich die Kämpfe der schwarzen Gemeinschaft mit denen der LGBTQ-Gemeinschaft; für sie habe es innerhalb weniger Jahre gesellschaftliche Verbesserungen gegeben, während sie Schwarzen nach Jahrzehnten noch immer verwehrt blieben. Das letzte Viertel dieser Show widmete er seiner persönlichen transsexuellen Freundin Daphne Dorman. In der Folge streikten Netflix-Angestellte weltweit, um gegen den Auftritt von Chappelle und die Unterstützung von Netflix zu demonstrieren. Gegendemonstranten forderten Netflix auf, die freie Rede nicht einzuschränken.
Chappelle lebt mit seiner Ehefrau und seinen drei Kindern auf einer Farm bei Yellow Springs im US-Bundesstaat Ohio. Er konvertierte 1998 zum Islam.

## Filmografie (Auswahl)
- 1993: Undercover Blues
- 1993: Robin Hood – Helden in Strumpfhosen (Robin Hood: Men in Tights)
- 1995–1997: Hör mal, wer da hämmert (Home Improvement, Fernsehserie, 2 Folgen)
- 1996: Der verrückte Professor (The Nutty Professor)
- 1997: Con Air
- 1998: E-m@il für Dich (You’ve Got Mail)
- 1998: Half Baked
- 1998: Woo
- 1999: Der Diamanten-Cop (Blue Streak)
- 1999: Eine Nacht in New York (200 Cigarettes)
- 2000: Dumm gelaufen – Kidnapping für Anfänger (Screwed)
- 2002: Undercover Brother
- 2005: Block Party
- 2015: Chi-Raq
- 2018: A Star Is Born